# Chapelle de Brangolo
La Chapelle Saint-Michel de Brangolo est située au lieu-dit "Brangolo", dans la commune de Theix-Noyalo dans le Morbihan.

## Historique
La chapelle de Brangolo fait l’objet d’une inscription au titre des monuments historiques depuis le 15 juin 1925.